# 克羅斯比 (密西西比州)
克羅斯比（英語：Crosby）是位於美國密西西比州阿米特縣及威爾金森縣的城鎮。

## 人口
根據2020年美國人口普查的數據，克羅斯比的面積為5.51平方千米，當中陸地面積為5.49平方千米，而水域面積為0.02平方千米。當地共有人口242人，而人口密度為每平方千米44人。